# 所沢母子殺害事件
所沢母子殺害事件（ところざわぼしさつがいじけん）とは、2018年2月8日に埼玉県所沢市の母子が自宅で殺害され浴槽に遺棄された事件。

## 概要
2018年2月8日埼玉県所沢市西所沢の住宅の浴槽で、この家に住むA（76歳）とその次男B（53歳）の遺体が発見された。遺体は水を張られた浴槽の中にAの遺体の上にBの遺体が重ねられていた。司法解剖の結果、死因はAが溺死、Bが肺などを刺されたことによる失血死であった。Aには目立った外傷はなかったが現場の状況から浴室内で殺害されたと推定された。
同月12日、Bの中学時代の同級生でA方に同居してAの介護を手伝っていたY（54歳）とYの知人でA方にも出入りしていたX（43歳）がBの遺体を放置したとして死体遺棄の容疑で埼玉県警所沢署に逮捕されたが、処分保留となり、XとYはAのキャッシュカードで現金を引き出した窃盗容疑で逮捕・起訴された。
XとYは上記容疑で公判中の2019年7月1日にBへの殺人容疑で逮捕された。さいたま地方検察庁 はXを殺人、死体遺棄、窃盗で起訴し、Yを死体遺棄で起訴し、殺人に関しては処分保留とした。
2020年12月3日、XとYはAへの殺人容疑で再逮捕された。埼玉県警は押収した証拠品の調査や複数の専門家の意見の聴取を続け、事件発生から約2年10ヶ月後の再逮捕に踏み切った 。XはAへの殺人罪で起訴された。

## 裁判

### Yの裁判
Yは、殺人容疑については処分保留となり起訴されず、起訴された死体遺棄罪について実刑判決が確定し、Xの一審判決が下された2022年3月18日時点で既に刑期を終えていた。

### Xの裁判
さいたま地方裁判所第5刑事部で行われたXの裁判員裁判（小池健治裁判長、事件番号 令和元年（わ）第854号等）は2022年(令和4年)2月14日に始まり、検察がXの衣服にBの血やAのDNA型が付着していたことからXが2人を殺害したと主張したのに対し、Xの弁護側はXは事件当時A方の部屋に寝ておりYに起こされると床が血だらけだったと説明し、「2人を殺害する理由がない」と主張した。判決は3月18日に下され、Xに懲役28年（求刑無期懲役）が言い渡された 。
小池裁判長は判決理由において、XがBを包丁で24回も突き刺して殺害し、発覚を恐れてAを溺死させたとし、「残忍で悪質。特にA殺害の動機は身勝手だ」と指摘する一方で、包丁を持ったBがYとその場にいたXと揉み合いになったことについて「必要ない包丁を持ち出したBにも落ち度はあった」と指摘した。
X側は判決を不服として控訴したが、2審の東京高等裁判所は1審判決を支持し控訴を棄却。最高裁判所第三小法廷は2023年(令和5年)9月26日付でX側の上告を棄却する決定をした。